# Głowno
Głowno é um município da Polônia, na voivodia de Łódź e no condado de Zgierz. Estende-se por uma área de 19,90 km², com 14 563 habitantes, segundo os censos de 2016, com uma densidade de 734,0 hab/km².